# Ulukonak, Kırklareli
Üsküpdere là một xã thuộc huyện Kırklareli, tỉnh Kırklareli, Thổ Nhĩ Kỳ. Dân số thời điểm năm 2011 là 155 người.